# Tinley Park
Tinley Park est un village situé dans les comtés de Cook et Will en proche banlieue de Chicago dans l'État de l'Illinois aux États-Unis.

## Source
- (en) Cet article est partiellement ou en totalité issu de l’article de Wikipédia en anglais intitulé « Tinley Park, Illinois » (voir la liste des auteurs).

1. ↑  « Population and Housing Unit Estimates » (consulté le 18 juillet 2019)
2. ↑  « Census of Population and Housing », Census.gov (consulté le 4 juin 2015)